# Датская поземельная книга
Датская поземельная книга (лат. Liber Census Daniæ, дат. Kong Valdemars Jordebog) — манускрипт XIII века, созданный на основе документов, написанных для практического использования в королевской канцелярии Вальдемара II. Книга содержит опись земель, принадлежавших датской короне, информацию об их владельцах, размере и выплачиваемых с них налогах. Помимо современных датских земель, книга включает земли Эстонии и Фемарна.
Датская поземельная книга включает данные так называемой «Большой эстонской описи», которая производилась в 1219—1220 годах монахами, проводившими крещение местного населения и редактировалась в 1241 году таллинским епископом Торкиллом (Thorkill). Данный перечень содержит около 500 наименований населенных пунктов северной Эстонии. Помимо большой описи, книга содержит данные «малой эстонской описи» — перечня поселений Сакала и Уганди.
Книга является одним из важнейших источников информации о социальных условиях и названиях населенных пунктов средневековья.

## История
Книга составлена из нескольких частей. Основная часть содержит информацию, относящуюся к 1231 году. Составление поземельный книги на основе разрозненных документов производилось монахами в монастыре Сорё в начале XIV века, уже после смерти короля Вальдемара.
В 1600-х годах книгу купил швед Иоганн Габриэль Спарвенфельд, а в XIX веке она была отдана в национальную библиотеку Швеции в Стокгольме. В 1929 году манускрипт был передан в национальный архив Дании.